# Eugen Jebeleanu (Lyriker)

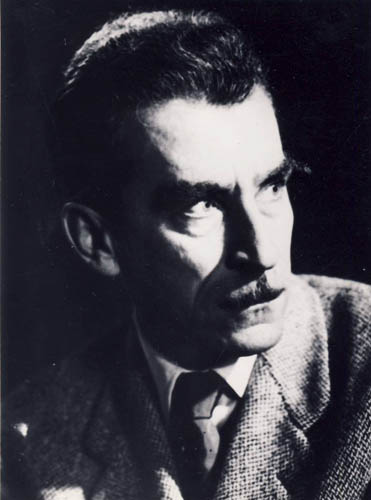
Eugen Jebeleanu

Eugen Jebeleanu (* 24. April 1911 in Câmpina, Königreich Rumänien; † 21. August 1991 in Bukarest) war ein rumänischer Lyriker.
Jebeleanu gilt als einer der bedeutendsten rumänischen Lyriker des 20. Jahrhunderts. Er debütierte 1934 mit dem Gedichtband Inimi sub săbii (Herzen unter dem Schwert) und veröffentlichte insgesamt zwölf Gedichtsammlungen, darunter Ceea ce nu se uită (Was sie nicht vergessen, 1945), Poeme de pace Şi de luptă (Poeme des Friedens und Kampfes, 1950), Surisul Hiroshimei (Das Lächeln Hiroshimas, 1959, deutsche Übersetzung von Georg Maurer bei Verlag der Nation 1960) und Elegia pentru floarea secerată (Elegie für eine Schnittblume, 1967). 1974 wurde er in die  Academia Română aufgenommen.